# Mangodara
Mangodara est une commune rurale du département de Mangodara, dont elle est le chef-lieu, de la province de Comoé dans la région des Cascades au Burkina Faso. Elle est située dans la partie méridionale du pays, à la frontière avec la Côte d’Ivoire.
En 2019, le dernier recensement général comptabilisait 67 598 habitants.

## Géographie
Mangodara est localisée à l’extrême sud de la province de la Comoé, dans la région des Cascades. Elle se situe dans une zone de forêt, à 99 km de Banfora, chef-lieu de la province et à 550 km de Ouagadougou, la capitale du pays.
Elle est entourée des communes suivantes :
- au nord par la commune de Sidéradougou ;
- au sud par la république de Côte-d’Ivoire ;
- à l’ouest par la commune de Niangoloko ;
- à l’est par la commune de Ouo.

## Histoire

### Guerre du Sahel
Le 21 septembre 2020, la brigade territoriale de gendarmerie de Mangodara est attaquée par un nombre important individus non identifiés munis d'une dizaine de motos et appartenant probablement à un groupe djihadiste.
En septembre 2021, la population de villages de la commune de Mangodara a fui les violences des groupes djihadistes pour se réfugier à  Mangodara, chef-lieu de la commune ou bien de l'autre côté de la frontière, ou en Côte d'Ivoire toute proche. Ce sont ainsi 2000 réfugiés qui sont arrivés à Mangodara.
En octobre 2020, l'armée burkinabè se déploie pour faire face à la menace. Le 2 octobre 2021, deux militaires burkinabè sont tués dans l'explosion d'un engin explosif improvisé sur l'axe Mangodara-Noumoutiédougou.
A la fin de l'année 2021, les groupes djihadistes contrôlent la quasi-totalité des villages environnants de la commune de Mangodara tels que Mouroukoudougou, Noumoutiédougou, Pélgo et Angamadougou où ils s’adonnent à des assassinats ciblés, des enlèvements, des pillages et à des extorsions et destructions de biens,. Les villages de Sirakoro et Diaya se sont partiellement vidés.
Le 21 novembre 2021, des tirs éclatent à Noumoutiédougou, localité située à une dizaine de km de Mangodara. Le 24 décembre 2021, des hommes armés appartenant probablement à un groupe djihadiste assassinent trois personnes à Koflandé, situé à environ 40 kilomètres de Mangodara.
Le 14 novembre 2021, le camp de la gendarmerie de Mangodara en construction fait l’objet d’une attaque armée.
Le 19 novembre 2021, des hommes armés viennent assassiner un homme dans le village de Angamadougou.
A la fin de l'année, le violences ciblées des djihadistes provoquent un grand sentiment de psychose généralisée au sein des populations des villages autour de la commune de Mangodara et engendre un fort mouvement de la population vers la ville de Mangodara, de Niangoloko, de Banfora et de Bobo Dioulasso. Dans la commune de Mangodara, les structures administratives telles que la mairie et la préfecture ont fermé.
Le 20 mai 2022, le colonel Paul-Henri Sandaogo Damiba, président de transition, se rend en visite sur le site du détachement militaire à Mangodara afin de motiver les troupes.
Le 10 juin 2022, un groupe d'hommes appartenant probablement à un groupe djihadiste tente d'assassiner dans son lotissement à Mangodara un Volontaire du peuple (VDP). L'attaque fait un mort.

## Administration
Mangodara a une brigade territoriale de gendarmerie et un commissariat de police de district de Mangodara, ainsi que des comités locaux de sécurité (CLS) pour appuyer la Police et la Gendarmerie.

## Population
Les principaux groupes ethniques de la commune sont les Komono et les Dogosé.

## Économie
Mangodara est une grosse productrice d'ignames.

## Éducation et santé
La commune accueille un centre de santé et de promotion sociale (CSPS).